# Domedagsprofetia
Domedagsprofetia är en religiöst, andligt eller mytologiskt grundad profetia om en kommande domedag, ofta uppfattad som en jordens eller den befintliga samhällsformens snara undergång och därpå etableringen av ett ädlare Guds rike. Fenomenet förknippas ofta med sekter och "religiösa fanatiker". Kristna domedagsprofetior är inspirerade framför allt av Uppenbarelseboken. Inom nordisk mytologi omtalas händelsen Ragnarök.
Många menade också att jorden skulle gå under 21 december 2012, eftersom en lång tidscykel i den så kallade Mayakalendern slutade då. Denna profetia ställde sig exempelvis domedagsprofeten Jörgen Mikael Löf bakom. Han menade att Nibiru, eller Planet X skulle kollidera med jorden och visade i ett avsnitt av Aschberg på TV 8 hur han kommit fram till detta.

## Kända domedagsprofeter
- Amerikanen Hal Lindsey förkunnade att Jesus 1981 skulle komma och upprätta sitt rike på jorden. En bok av Lindsey såldes under 1970-talet i 20 miljoner exemplar.

- I november 1993 samlades tusentals människor i Kiev och inväntade världens domedag, vilken skulle inträffa när ledaren Maria Devi Khristos skulle korsfästas.

- Domedagsprofeten Byron Kirkwood menade att jordens axel skulle tippa 1999, varvid två tredjedelar av jordens befolkning skulle komma att dö. Några överlevande skulle dock räddas från jorden av rymdbröder.